# I delitti di Praed Street
I delitti di Praed Street (The Murders in Praed Street) è un romanzo giallo scritto da John Rhode e pubblicato nel 1928.

## Trama
Praed Street è una tranquilla strada della periferia londinese che diventa improvvisamente teatro di una serie di delitti che hanno come comune denominatore il ritrovamento sulla scena del crimine di un gettone di corno con numeri progressivi romani scritti con inchiostro rosso. I delitti si susseguono senza che si riesca a capire se siano opera di un pazzo, di un serial killer freddo e spietato o, invece, siano stati commessi da più assassini in preda a un effetto emulativo.
Il mistero viene risolto dal professor Lancelot Priestley che, come in altri romanzi, collabora con gli inquirenti nei casi più intricati.

## Personaggi
Professor Lancelot PriestleyEx docente di matematica applicata, aristocratico. Ha come passatempo principale il risolvere i crimini più intricati trattandoli come esercizi di pura logica. Riesce a trovare, in questo caso, il comune denominatore che associa tutte le vittime. Se non fosse riuscito a mettersi in salvo in modo rocambolesco sarebbe stata la settima vittima.
Harold MerefieldSegretario personale del professor Lancelot Priestley. Lo aiuta in ogni sua faccenda relativa sia alla sua professione di docente che in relazione al suo hobby.
Ispettore HansletIspettore di polizia tra i migliori di Scotland Yard. Spesso in missione per risolvere casi complessi, si avvale dell'aiuto del professor Priestley verso cui nutre una sconfinata ammirazione.
Ispettore WhylandIspettore di polizia incaricato di risolvere i delitti di Praed Street. Buon poliziotto, ma con scarsa immaginazione.
James ToveyFruttivendolo a Lisson Grove, abita nei pressi di Praed Street. Prima vittima della serie di omicidi che sconvolge la stradina periferica.
Ben ColburnFornaio di Praed Street e seconda vittima. Muore avvelenato dal bocchino della pipa comprata nella tabaccheria di Sam Copperdock e vendutagli dal figlio Ted Copperdock.
Richard PagentPoeta la cui produzione letteraria si limitava ad alcune collaborazioni con riviste specializzate, terza vittima della serie di delitti, tra i cinquanta e i sessant'anni d'età. Il suo stile di vita rispecchia l'epoca vittoriana. Si trova in Praed Street di passaggio.
Jacob MartinQuarta vittima dei delitti di Praed Street. Commerciante di alcolici, con un passato che vuole nascondere, Martin è un uomo con i capelli grigi che ha superato la cinquantina. Viene attratto in Praed Street con l'inganno.
GoodwinQuinta vittima, muore di spavento dopo aver ricevuto il gettone che viene ritrovato accanto a ogni omicidio. Il minimo spavento, date le sue precarie condizioni fisiche, gli sarebbe stato fatale.
Sam CopperdockTabaccaio in Praed Street, spesso dedito all'alcool, pur senza mai arrivare all'ubriachezza molesta, è la sesta vittima. Viene ucciso con una siringa ipodermica.
Edmund LudgroveErborista di Praed Street, confidente di molti dei residenti dei dintorni grazie alla sua discrezione, affidabilità ed esperienza. Ha una folta quanto pettinata barba bianca. Collabora inizialmente con Whyland per aiutarlo a sciogliere l'intricata matassa.
Dottor MorlandsonDottore condannato a morte, pena poi commutata in 20 anni di lavori forzati, per aver staccato la spina ad un suo paziente, Lord Whatley, che era in fase terminale della sua malattia. A sua difesa nel processo, Morlandson disse che Lord Whately lo supplicava di porre fine alle proprie sofferenze. L'accusa, invece, convinse la giuria che il dottore si comportò scorrettamente per ottenere l'ingente eredità che il Whatley gli aveva, forse ad insaputa dello stesso Morlandson, lasciato.
Il Marinaio MisteriosoMarinaio con una cicatrice e una folta quanto arruffata barba nera. Fino alla fine non si sa se sia il frutto dell'immaginazione (o dei fumi dell'alcool) di Copperdock (smentito da Ludgrove il droghiere) o meno. Il mistero s'infittisce quando anche il professor Priestley incontra il marinaio misterioso. In quel caso si sospetta che la tensione nervosa possa aver giocato un brutto scherzo al professore.

## Altri media
Dall'opera nel 1936 è stato tratto l'adattamento cinematografico dal titolo Twelve Good Men, regia di Ralph Ince. Nella versione cinematografica non compare il personaggio del professor Priestley, nonostante il suo successo tra i lettori abbia spinto Rhode a inserirlo in altri suoi romanzi.

## Edizioni
- John Rhode, I delitti di Praed Street, Collezione I bassotti, Marco Polillo Editore, 2006,  p. 296, ISBN 9788881541607.